# Stenoxia extirpens
Stenoxia extirpens är en fjärilsart som beskrevs av Dyar 1914. Stenoxia extirpens ingår i släktet Stenoxia och familjen nattflyn. Inga underarter finns listade i Catalogue of Life.